# Borgo Teresiano
Le Borgo Teresiano est un quartier du centre de Trieste, dans la région du Frioul-Vénétie Julienne en Italie, juste à l'est du quai que l'impératrice Marie-Thérèse d'Autriche (1717-1780) a construit au milieu du XVIIIe siècle. Le quartier était le nouveau centre commercial de la ville et est l'un des premiers exemples d'urbanisme moderne. Avec les districts de Borgo Giuseppino, Barriera Nuova, San Vito et Città Vecchia, le Borgo Teresiano forme désormais le district municipal 4 (Circoscrizione IV).

## Nom
Le nom Borgo Teresiano dérive du nom de Marie-Thérèse d'Autriche. Le quartier est également connu sous le nom de Città Nuova (Nouvelle Ville).

## Emplacement et structure
Le Borgo Teresiano s'étend entre la Via Ghega et le Corso Italia d'un côté, et entre la mer Adriatique et la Via Carducci de l'autre.
Le quartier suit une structure en damier et se compose de rues linéaires qui se croisent à angle droit. Le Grand Canal en constitue le point névralgique. Les maisons des marchands et commerçants sont principalement construites le long du canal et dans le reste du quartier.

## Histoire

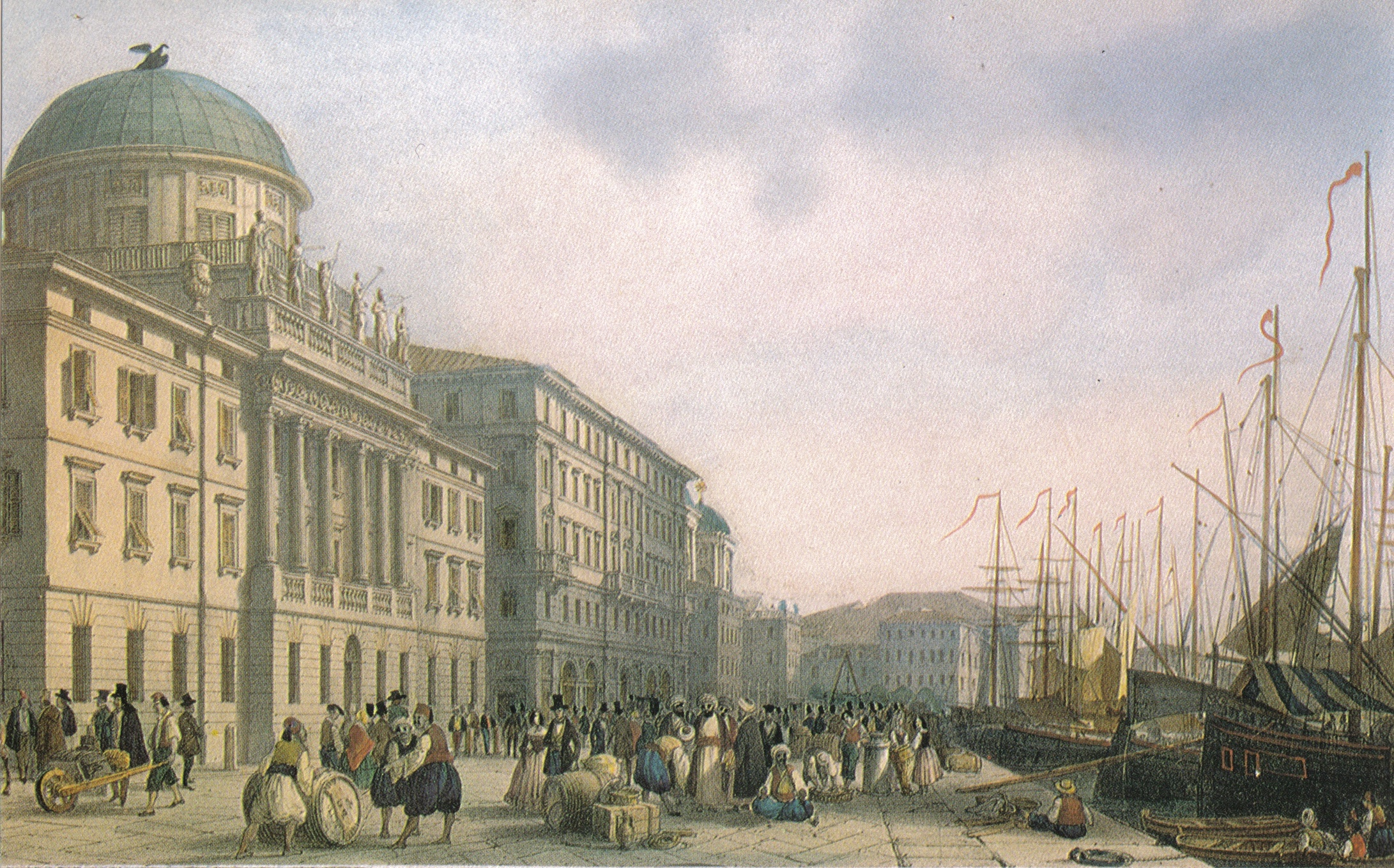
Giovanni Pividor, Le Port devant le Palazzo Carciotti, vers 1850.

La désignation de Trieste comme port franc en 1719 par l'empereur Charles VI (empereur du Saint-Empire) conduit à un énorme boom économique dans la ville et à une croissance démographique rapide. En 1730, Charles VI exproprie les champs de sel à la périphérie de la ville pour fonder un nouveau quartier tout en faisant de la place pour la population en croissance rapide. Lorsque la ville s'étend au-delà des anciens murs de la ville, la fille de Charles, l'impératrice Marie-Thérèse, les fait démolir en 1749 et entreprend la construction du Borgo Teresiano sur d'autres marais salants, qui doit devenir un nouveau centre commercial et être un exemple en termes d'urbanisme. Le plan de développement du territoire est dû à Johann Conrad de Gerhardt ; la supervision du projet de construction est confiée à une commission de construction dirigée par Francesco Bonomo. La raison du développement au départ laborieux de Borgo Teresiano n'est pas le manque d'intérêt pour la construction, mais le manque de travailleurs nécessaires pour drainer l'endroit. La première phase de construction commence avec la partie située entre la vieille ville et le Grand Canal. Ce n'est qu'en 1777 que les plans du quartier au-delà du canal sont mis en œuvre.
La commission de construction établit des directives précises pour les nouveaux bâtiments à construire où se côtoient deux types de bâtiments : résidentiel et commercial. Les bâtiments commerciaux se composent de hauts magasins au rez-de-chaussée, d'appartements au premier étage et d'un grenier. Dans les immeubles résidentiels, en revanche, deux étages avec des espaces de vie sont prévus. Les constructeurs, qui sont pour la plupart de riches marchands, chargent des architectes et des artistes renommés tels que Matteo Pertsch, Peter von Nobile et Cesare Dell'Acqua de planifier et de concevoir les futurs bâtiments commerciaux et résidentiels.

## Bâtiments et lieux significatifs

### Grand Canal

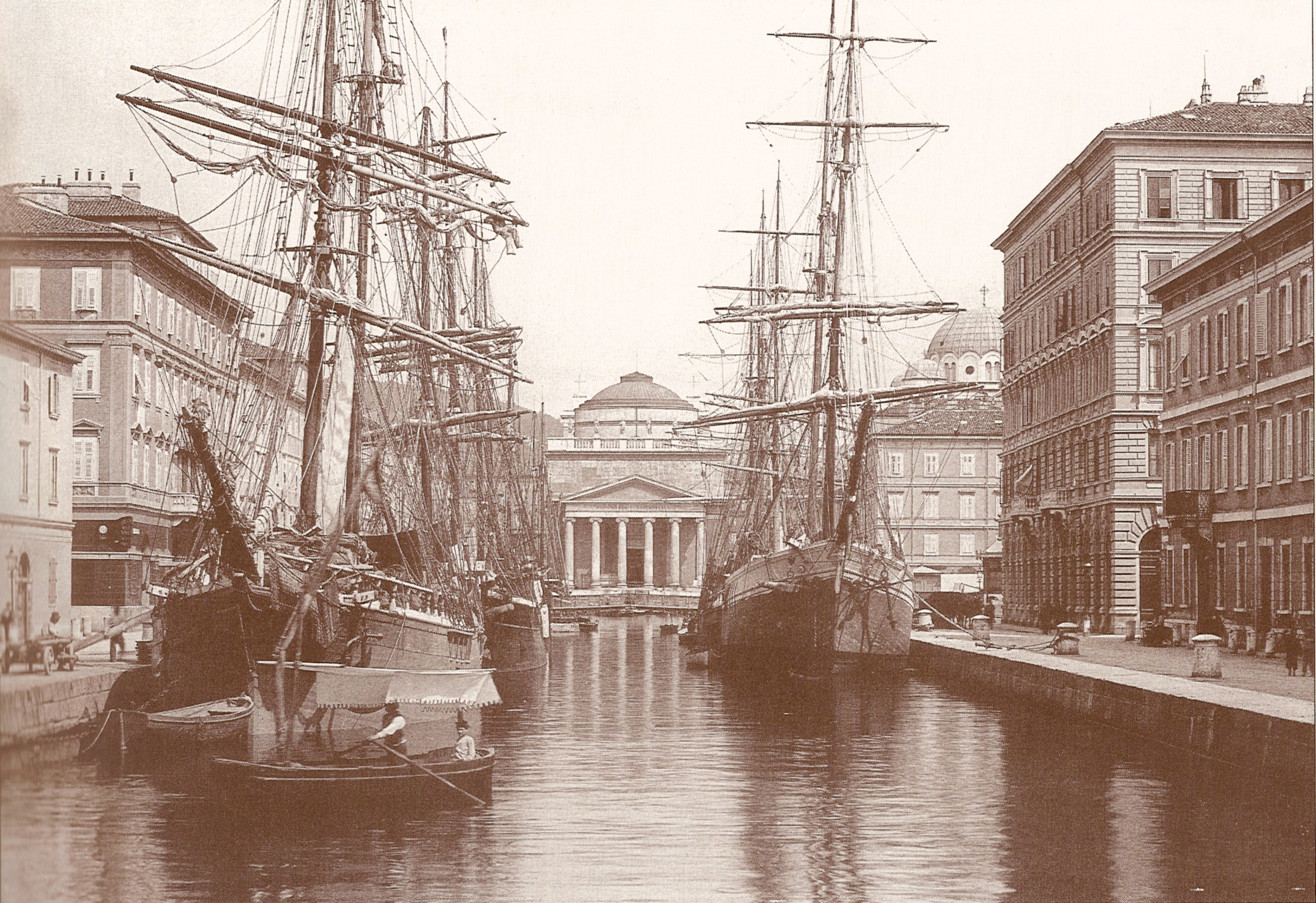
Le Grand Canal vers 1900.

Le Canal Grande est le cœur du Borgo Teresiano. Il mène à angle droit de la rue venant du port dans la ville et s'intègre dans le paysage de rues en forme d'échiquier du quartier. Le canal a été construit pour que les navires de commerce puissent entrer dans le centre-ville, charger et décharger des marchandises. Aujourd'hui, la voie navigable n'apparaît plus dans sa longueur d'origine et ne remplit plus sa fonction première ; une partie du canal a été comblée pour des raisons de circulation. Les ponts tournants ont été remplacés par des ponts fixes, de sorte qu'aucun voilier ou grand navire marchand ne peut naviguer sur le canal, seulement de petits bateaux de pêche.
Le long du canal se trouvent les églises Sant'Antonio Taumaturgo et Sainte-Trinité-et-Saint-Spiridion, ainsi que les anciennes maisons privées de marchands, originaires principalement de Grèce et de Serbie, comme le palais Carciotti, le palais Gopcevich et le palais Scaramangà.

### Place du Ponterosso
La Piazza del Ponterosso, qui borde directement le Grand Canal, est achevée en 1854 et est la première place de la nouvelle ville. Elle tire son nom du pont en bois peint en rouge qui mène à l'autre rive du canal, situé à cet endroit. La fontaine Fontana del Giovannin, construite par Giuseppe Mazzoleni en 1753 et reliée à l'aqueduc construit sous Marie-Thérèse, se dresse au centre de la place. Celle-ci sert maintenant de marché à de nombreux agriculteurs de la région.

### Églises

#### Sant'Antonio Nuovo

Sant'Antonio Nuovo.

Au bout du Grand Canal se trouve l'église catholique Sant'Antonio Nuovo, également connue sous le nom de Sant'AntonioTaumaturgo. Construite entre 1823 et 1849 selon un projet de l'architecte tessinois Peter von Nobile, elle est consacrée en 1842 et est aujourd'hui la plus grande église catholique de Trieste. La façade néo-classique de l'église présente un porche avec six colonnes ioniques supportant un tympan triangulaire. Au-dessus se trouve une balustrade avec les statues de huit martyrs de Trieste, surmontées d'un dôme. À l'intérieur de l'église à une seule nef se trouvent des œuvres de nombreux peintres vénitiens des XVIIIe et XIXe siècles comme La Visitation de la Vierge (1769) d'Alessandro Longhi (1733–1813), fils de Pietro Longhi.

#### Église de la Sainte-Trinité-et-Saint-Spiridion

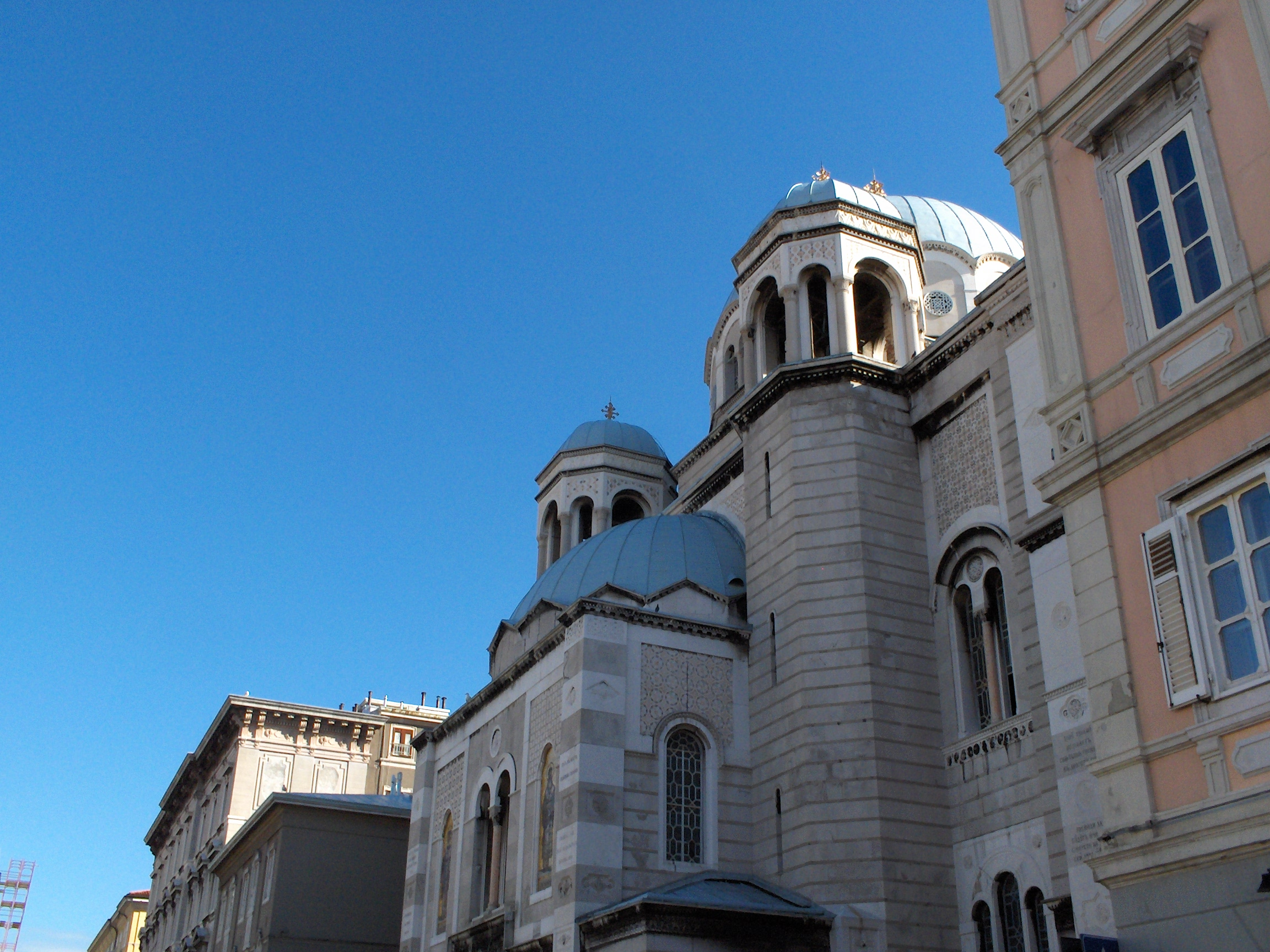
Église orthodoxe serbe de Sainte-Trinité et Saint Spiridione.

L'église orthodoxe serbe de la Sainte-Trinité-et-Saint-Spiridion est située sur le côté sud du Grand Canal. L'église d'aspect oriental a été construite entre 1861 et 1869 selon les plans de l'architecte milanais Carlo Maciachini. Le plan de l'église correspond à une croix grecque. Une église se trouvait auparavant sur le même site, partagée par les communautés orthodoxes serbe et grecque. Après la séparation des deux communautés, les Grecs se sont déplacés vers la promenade du lac dans l'église nouvellement construite de San Nicolò dei Greci, tandis que les Serbes ont conservé l'emplacement d'origine.

#### San Nicolo dei Greci
L'église orthodoxe grecque San Nicolò dei Greci est située sur le front de mer riva 3 Novembre. L'église a été construite par la communauté grecque orthodoxe en 1784 et dédiée à saint Nicolas en 1787. L'édifice reçoit sa façade néo-classique avec les deux clochers entre 1818 et 1819 selon les plans de l'architecte allemand Matteo Pertsch, qui modifie également l'intérieur. En plus de nombreuses images d'icônes, l'intérieur de l'église est aujourd'hui décoré de peintures de Cesare Dell'Acqua.

### Autres bâtiments

#### Palais Carciotti

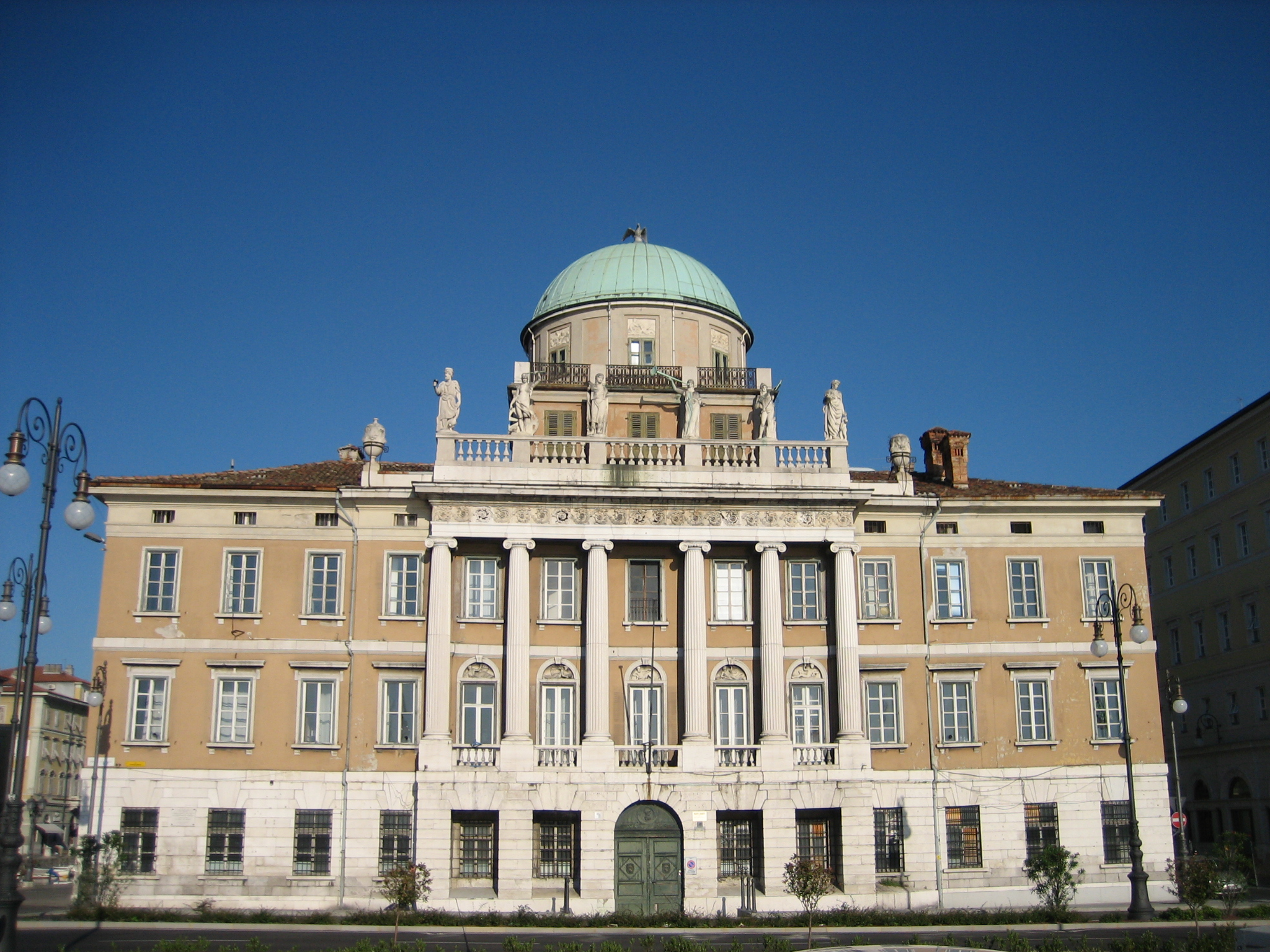
Palais Carciotti.

Le palais Carciotti se trouve à l'embouchure du Grand Canal, construit entre 1802 et 1805 par le marchand grec Demetrio Carciotti sous la direction de l'architecte Matteo Pertsch. Il est l'un des exemples les plus importants du classicisme à Trieste. La façade a un porche avec six colonnes ioniques soutenant un parapet avec des statues allégoriques des six principales divinités olympiennes. La balustrade est surmontée d'un dôme. L'aigle napoléonien au sommet du dôme indique que le bâtiment a été achevé au moment de l'occupation française de Trieste. À l'intérieur du bâtiment, le hall rond sous le dôme domine. Les intérieurs sont décorés de nombreuses fresques de Giuseppe Bernardino Bison et de statues d'Antonio Bosa.

#### Palais Aedes
Le palais Aedes se dresse à l'embouchure du canal en face du palais Carciotti, un bâtiment en briques rouges conçu en 1928 par l'architecte de Trieste Arduino Berlam, surnommé Grattacielo Rosso (Gratte-ciel rouge) moins pour sa hauteur que pour la nouveauté et l'effet contrasté de la façade en brique.

#### Palais Gopcevitch

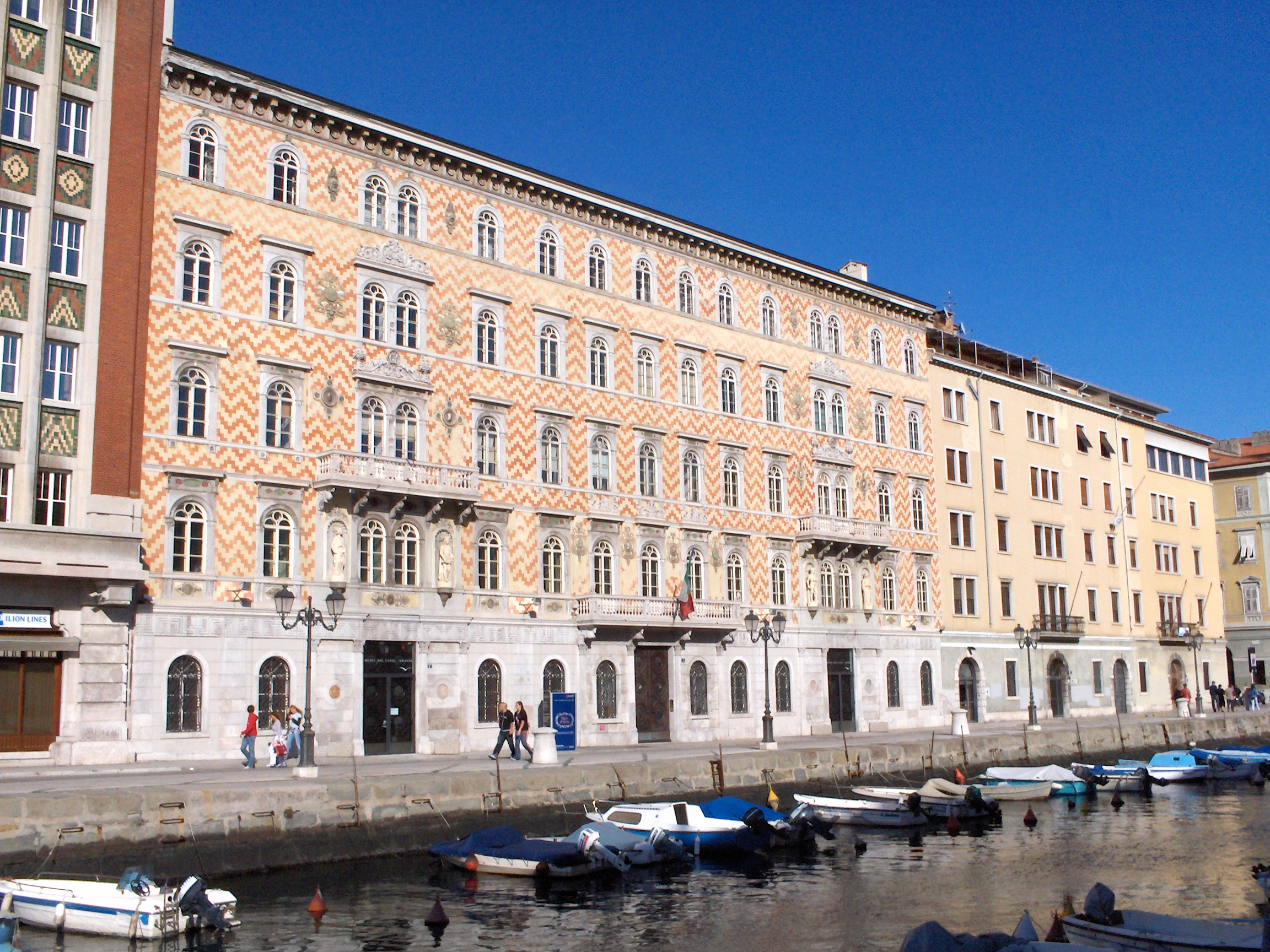
Palais Gopcevitch sur le Grand Canal.

Le palais Gopcevich se trouive à côté du palais Aedes, construit en 1850 par Giovanni Andrea Berlam pour le banquier serbe Spiridon Gopcevich dans le style éclectique. Les statues, médaillons et frises sur la façade rappellent les participants à la bataille de Kosovo Polje en 1389 sous le roi Lazar Hrebeljanović dans l'actuel Kosovo, bataille  historiquement significative pour la Serbie. Le Museo Teatrale Carlo Schmidl pour la musique et le théâtre est installé au premier étage depuis 1924. De nombreuses autres manifestations culturelles ont également lieu dans le bâtiment.

#### Palais Scaramanga
Le palais Scaramangà est l'ancienne demeure de Giovanni Scaramangà d'Altomonte (1872-1960), un homme d'affaires d'origine grecque qui a façonné la vie économique et culturelle de la ville au début du XXe siècle. Après sa mort, Scaramangà légua ses biens à la ville de Trieste. Le musée Scaramangà (Museo della Fondazione Giovanni Scaramangà d'Altomonte) a été fondé à partir de sa donation et se trouve maintenant dans le bâtiment. La donation comprend des documents, des gravures, des pièces de monnaie, des horloges et d'autres œuvres d'art se référant au passé de Trieste.